# 梅尔卡蒂诺孔卡
梅尔卡蒂诺孔卡（義大利語：Mercatino Conca），是意大利佩萨罗-乌尔比诺省的一个市镇。总面积14.47平方公里，人口1112人，人口密度76.8人/平方公里（2008年）。ISTAT代码为041026。